# Asthenes fuliginosa
Asthenes fuliginosa là một loài chim trong họ Furnariidae.